# Vince Neil
Vince Neil Wharton (Hollywood, 8 februari 1961) is een Amerikaans zanger. Hij was een van de eerste leden van de Amerikaanse band Mötley Crüe.

## Muziekcarrière
Vince Neil speelde vanaf 1979 in de band Rock Candy In 1981 vervoegde hij de nieuw opgerichte band Mötley Crüe. Neil kende de drummer Tommy Lee al van de middelbare school. Samen met Mick Mars en Nikki Sixx zocht hij een zanger en ze waren onder de indruk van het optreden van Vince Neil. In 1981 bracht Mötley crüe hun eerste album uit Too Fast For Love. In 1989 werd Dr.feelgood, hun best verkochte album uitgebracht. In februari 1992 vertrok Neil uit de band maar keerde terug in 1997 na gesprekken tussen Neil, Lee en Sixx. Na de dood van drummer Randy Castillo in 2002 nam de band en pauze maar kwam terug bijeen in 2004. In 2008 werd er nog een album gemaakt, Saints of Los Angeles, met alle leden van de band. In 2015 werd het laatste optreden aangekondigd van de band. Daarbij hadden ze een contract getekend dat ze nooit meer zouden optreden. Maar op 18 november 2019 kondigde de groep aan om een stadiontournee te gaan doen samen met de bands Def Leppard, Poison, Joan Jett.
- Bibsys: 6088046
- Biblioteca Nacional de España: XX1746178
- Bibliothèque nationale de France: cb139818398 (data)
- Gemeinsame Normdatei: 134824814
- International Standard Name Identifier: 0000 0000 5942 9777
- Library of Congress Control Number: no2006012608
- MusicBrainz: ce39ec95-5476-4c65-a862-fec96ff851ec
- Bibliotheek van het Japanse parlement: 01221754
- Nationale Bibliotheek van Tsjechië: xx0161762
- Nationale en Universitaire bibliotheek Zagreb: 000062389
- Nederlandse Thesaurus van Auteursnamen: 107822121
- Virtual International Authority File: 34652123
- WorldCat: E39PBJtxjp9mHQjrGH6kq9hGpP